# Carmen Lyra
Carmen Lyra, seudónimo de María Isabel Carvajal Quesada (San José, Costa Rica, 15 de enero de 1887-Distrito Federal, México, 14 de mayo de 1949) fue una escritora, pedagoga y política costarricense. Es considerada una de las escritoras más significativas de la literatura costarricense. Se la ha señalado como la fundadora de la narrativa de tendencia realista en Costa Rica. Su obra más conocida es Cuentos de mi tía Panchita, una serie de cuentos infantiles publicados en 1975, una de las obras literarias más importantes de la literatura costarricense. Además, escribió obras de teatro, ensayos políticos y las novelas En una silla de ruedas y Las fantasías de Juan Silvestre.
Educadora por antonomasia y renovadora de la docencia, fundó y dirigió la Escuela Normal Montessoriana, desde la cual introdujo nuevas metodologías educativas y el cual fue el primer centro de educación preescolar del país. Creó los primeros comedores escolares del país, sentó las bases de la bibliotecología para la niñez y escribió los primeros textos con carácter social de la historia de la nación. Fue luchadora cívica y líder comunista en diversas actividades de orden social y político durante importantes eventos históricos y políticos del país, siempre identificada y en solidaridad con las necesidades del pueblo. Luchó por los derechos de la mujer y los desposeídos, al proponer una ley de casas baratas y el primer gremio de maestros del país. Por toda su obra y contribución a Costa Rica, fue declarada Benemérita de la Cultura Nacional en 1976 y Benemérita de la Patria en 2016.

## Biografía

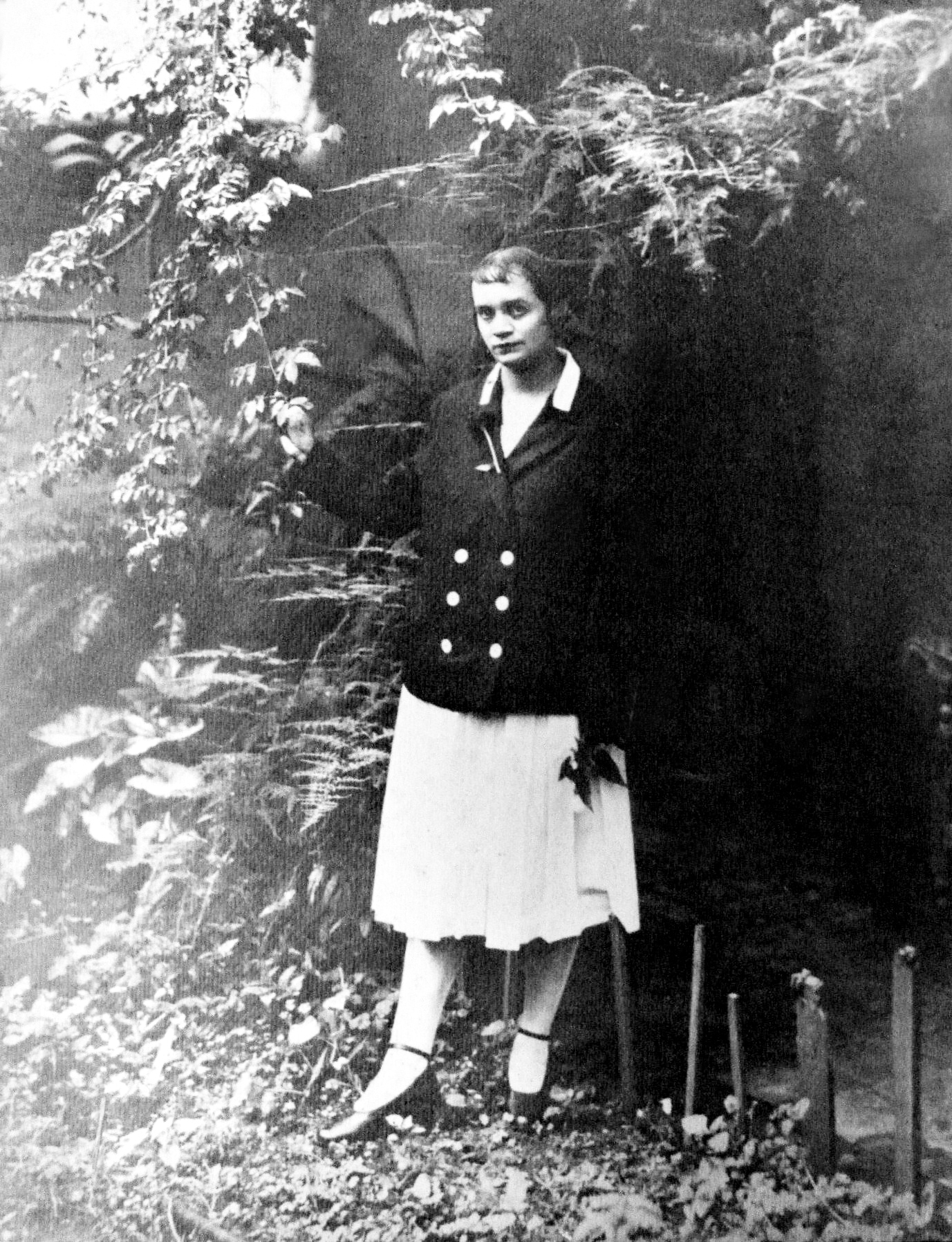
Carmen Lyra en su juventud

Hija ilegítima, su madre Elena Carvajal Castro, y su padre, presuntamente el abogado Andrés Venegas, quien llegó a ocupar la secretaría del Congreso en 1888.
Existe confusión sobre su año de nacimiento y a menudo se da 1888 en lugar del correcto 1887; esto se debe, como bien lo ha explicado Joaquín Fernández, a que la primera fecha "probablemente la han tomado los autores del pasaporte que Carmen Lyra sacó en 1920 con motivo de un viaje a Europa", copia del cual reproducen "Luisa González y Carlos Luis Sáenz en la página 15 de la biografía que ellos escribieron sobre Carmen Lyra" y que "publicó el Ministerio de Cultura, Juventud y Deportes en 1972".
También aparece su nombre verdadero con diferentes segundos apellidos, a veces Carvajal Castro, repitiendo los de su madre, o a veces, Carvajal Quesada, es decir, tomando como segundo el de su padrastro.
Nació Maria Isabel, en una casa de adobe del Barrio Amón, en avenida 7, entre calles 3 y 3a; y sus estudios primarios los hizo en la escuela del barrio, la Julia Lang, una de las dos que funcionaba en el entonces recientemente inaugurado Edificio Metálico (la otra, para hombres, era la Buenaventura Corrales).
Después ingresó en el Colegio Superior de Señoritas, donde en 1904 se graduó de maestra normal. Dos años más tarde, queriendo ser monja, comienza a trabajar como novicia religiosa con las Hermanas de la Caridad en el Hospital San Juan de Dios. Sin embargo, su condición de hija ilegítima le impediría tomar los hábitos.
Ese mismo año de 1906, comienza a publicar en periódicos y revistas como Páginas Ilustradas, Pandemonium, Athenea y, más tarde, Repertorio Americano y Ariel. 
Fracasados sus intentos de consagrarse a la vida religiosa, enseña en varias escuelas de San José y en la escuelita rural de El Monte, provincia de Heredia. 
En 1912 funda con Lilia González la revista San Selerín —el primer periódico para niño en Costa Rica—, que posteriormente dirigiría.
En 1919 participó en la lucha contra el régimen de los Tinoco; durante la manifestación de protesta del 13 de junio, iniciada por las maestras de San José, tomó la palabra y su discurso enardeció a la multitud, que terminó yendo a quemar el diario del gobierno La Información.
Al año siguiente Lyra publica Cuentos de mi tía Panchita, la obra que la consagraría; el mismo 1920 el presidente Julio Acosta García premió a tres maestras con becas, y una de ellas la obtuvo la escritora, que parte a estudiar pedagogía a Europa.
Carmen Lyra se especializa en enseñanza preescolar, estudia en La Sorbona en Francia; en Italia visita la escuela de María Montessori y se familiariza con sus teorías educativas; viaja a Inglaterra.
A su regreso, en 1921 asume la cátedra de Literatura Infantil en la Escuela Normal de Costa Rica. Cinco años más tarde funda con Luisa González y Margarita Castro Rawson la Escuela Maternal Montessoriana para la enseñanza preescolar de infantes de escasos recursos de la ciudad de San José, que dirigirá durante años.
En 1923, junto con Lilia González y Joaquín García Monge, re-estableció el periódico "San Selerín," pero protestaba el uso de anuncios comerciales en sus publicaciones.
A través de los años 20, Lyra denuncia el creciente nacionalismo y los conflictos entre Costa Rica y sus vecinos Centroamericanos. Denunciaba lo que ella se llamó "el culto de la bandera," y resistía el discurso nacionalistas en la educación.
En 1931 ingresa en el Partido Comunista Costarricense y dos años después es separada de su puesto de directora de la Escuela Maternal por razones políticas, concretamente debido a haber criticado al gobierno por la expulsión del comunista asturiano Adolfo Braña y del venezolano Juan José Palacios.
Participa en la Guerra Civil de 1948 del bando del gobierno y después del triunfo del bando revolucionario encabezado por José Figueres Ferrer, se instaura una Junta de Gobierno y es exiliada estando enferma de un cáncer terminal, por lo que tuvo que viajar acompañada de una enfermera. Pasó sus últimos dos años en México.
“Se que voy a morir, pero quiero estar por última vez en mi tierra, no quiero morir lejos de ella. Cuando no estoy en mi país me siento como una mata trasplantada, de esas matas que ya sus raíces no pueden adaptarse a nuevas tierras" (Carmen Lyra, citada por Chase y Succar, s/f).

## Fallecimiento

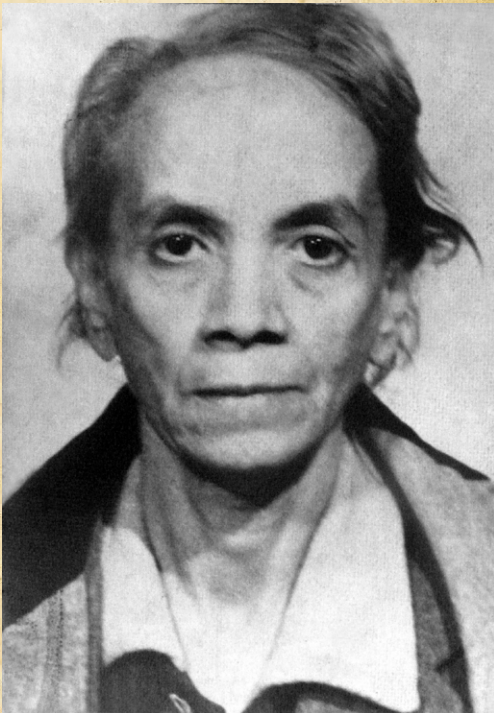
Foto del pasaporte de 1948, donde Carmen Lyra se ve claramente enferma.

Falleció en el Distrito Federal, México, el 14 de mayo de 1949 a la edad de 62 años, en el exilio y a consecuencia de la enfermedad que padeció durante varios años. Las repetidas solicitudes de amigos y familiares, para que, en vista de su estado de salud, pudiera ir a morir a Costa Rica, fueron denegadas por la Junta de Gobierno. Su cuerpo fue velado en México, en la Confederación de Trabajadores de Latinoamérica, por compatriotas exiliados, amigos de América Latina y militantes del Partido Comunista Mexicano convocados a la ceremonia.
Sus restos fueron llevados a Costa Rica, adonde llegaron el 20 de mayo de 1949; dos días más tarde se les dio sepultura en el Cementerio General de San José.

## Lyra política
Carmen fue una importante figura del Partido Comunista Costarricense (PCCR), no por los cargos que tuvo en él —el máximo fue, en 1943, el de secretaria de actas del comité central—, sino por la figura que ella representaba como escritora y educadora. Su ingreso en el PCCR «contribuyó a la consolidación inicial» de este luego de su fundación en 1931.
Pero antes de llegar al marxismo-leninismo, Lyra pasa —una vez aplacado el fervor católico— por el anarquismo de los años 1910 —funda el grupo Germinal y participa en la lucha contra los Tinoco— y por el aprismo antimperialista de los años veinte. 
Su viaje a Europa en 1920 —adonde fue becada a estudiar pedagogía preescolar— tuvo gran importancia en su acercamiento al comunismo: allí se familiariza con las ideas del  Manifiesto de Marx y Engels.
Lyra, antes de ingresar en el PCCR, había participado en la fundación, junto con Joaquín García Monge, del Partido Alianza de Obreros, Campesinos e Intelectuales en 1929. Esta organización se disolvería dos años más tarde para dar paso al PCCR.
En 1931 ingresaron en el PCCR otros intelectuales amigos de Lyra, como Luisa González; Monge, aunque no se integraría en él, permanecería cercano a los comunistas.
Con su entrada en el PCCR, comienza a colaborar con el órgano de este partido, el semanario Trabajo. También escribió para el Diario de Costa Rica, La Hora y La Tribuna.
Dos años más tarde es destituida de su cargo en la Escuela Maternal —el primer establecimiento de educación preescolar en Costa Rica, que había creado junto con otras colegas— por el ministro de Educación, Teodoro Picado Michalski, en el gobierno de Ricardo Jiménez Oreamuno. La razón: haber criticado públicamente la expulsión del comunista asturiano Adolfo Braña y del venezolano Juan José Palacios. 
En 1943, el mismo año en el que el PCCR pasó a llamarse Vanguardia Popular, Lyra fue nombrada secretaria de actas del comité central, el máximo cargo que tuvo dentro del partido. 
Formó con Luisa González el Sindicato Único de Mujeres Trabajadoras y propuso la creación de la Organización de Maestras Costarricenses. Participó en la creación del Patronato Nacional de la Infancia y en la lucha por la igualdad de salario entre hombres y mujeres, y del sufragio para la mujer.
Derrotada la alianza calderonista-comunista en la guerra civil de 1948, Carmen Lyra tuvo que abandonar el país: sale para México, del que ya no retornará viva. Precisamente su condición de comunista motivó el rechazo a su petición de regresar a la patria, que hizo en 1949, el mismo año de su fallecimiento.

## Lyra escritora
Se inicia muy joven en su labor literaria y en sus primeros escritos se ve influenciada por los autores franceses. "Sus preocupaciones de educadora encarnaron en su obra cuando compuso teatro infantil —La niña sol, Había una vez—, cuando redactó temas para libros infantiles de texto, en su obra recopiladora y creadora de cuentos para niños o prosa de su propia invención, cuando escribió o dirigió una revista para estudiantes o docentes en general; por lo que como escritora resultó novedosa y ejemplar" en el medio literario costarricense.
Sus primeros trabajos literarios aparecen en las revistas Páginas Ilustradas —donde sale en 1905 su primera publicación: A Virgilia—, Pandemonium, Athenea. 
En 1912 funda y dirige la infantil San Salerín; dos años más tarde asume la dirección de Renovación, rartística y pedagógica; posteriormente dirigiría también la especializada El Maestro.
El relato Las fantasías de Juan Silvestre aparece en 1916 y al año siguiente sale su novela En una silla de ruedas, de la que haría una nueva versión 30 años más tarde.
"Su narrativa —se dice en la pequeña semblanza de la autora en el Sistema Nacional de Bibliotecas— evolucionó desde un modernismo sentimental hacia la literatura de denuncia social, en relatos que confieren un lugar protagónico al pueblo y los grupos marginados, como las mujeres y los niños".
Aunque son los Cuentos de mi tía Panchita los que la consagran como escritora y la convierten en un clásico de la literatura costarricense,  se trata, en realidad, de una "adaptación" de las Historias del Tío Remus, del escritor estadounidense Joel Chandler Harris, y publicado en el año 1881, es decir 7 años antes de que naciera María Isabel Carvajal, especialmente las fábulas de Tío Conejo, que no son otra cosa que las historias del Hermano Conejo y el Hermano Zorro, contenidas en el mencionado libro del Tío Remus, y llevadas al cine por Walt Disney en la película La canción del Sur, de 1946. Además de lo anterior, el libro de Mi Tía Panchita presenta una recopilación de temas universales que se encuentran en todas las culturas y en el folclore de numerosos países. Por ejemplo, Escomponte Perinola se lo puede encontrar en los cuentos de los hermanos Grimm en la Alemania del siglo XVIII bajo el nombre de Mesita Ponte, el burro de oro y el palo brincador, historia esta que también era la reelaboración de un cuento de otras épocas y regiones. A pesar de no ser una obra original, la escritora logra plasmar en este libro el sentimiento regional de Costa Rica de manera magistral gracias a su narrativa y al léxico característico. 
Los Cuentos de mi tía Panchita fueron publicados en 1920 gracias a la ayuda de su amigo, el escritor Joaquín García Monge. Fue precisamente García Monge quien le sugirió el seudónimo con el que se haría famosa. Resulta que él fue enviado en 1901 a estudiar al Instituto Pedagógico de la Universidad de Chile. Allí, en Santiago, vivió en la calle Carmen, cerca de Lira, y le propuso a su amiga adoptar los nombres de esas calles como seudónimo. La autora aceptó la idea, pero cambió la "i" por una "y" en el apellido.
En 1933 Lyra publica Bananos y hombres, relato que inicia, con gran realismo, la literatura de las bananeras (reeditado en 2024 por la editorial Espinas). El mismo año aparece El grano de oro y el peón, sobre la industria del café en Costa Rica. Estos textos, así como los posteriores —en su mayoría artículos y relatos— vieron la luz en diferentes publicaciones periódicas y fueron recogidos en libro solo después de su muerte. 
A principios de los años 1930, Carmen Lyra abandona prácticamente la ficción para consagrarse a la acción política.

## Homenajes póstumos
El 28 de julio de 1976, la Asamblea Legislativa la nombra, por decreto Nº1679, Benemérita de la Cultura Nacional, y el 26 de abril de 2016, Benemérita de la Patria.
La escuela de Cóbano, en la provincia de Puntarenas, fue bautizada con el nombre de Carmen Lyra en 1962.
La Editorial Costa Rica otorga el Premio Carmen Lyra desde 1972 (fue anual hasta 2007, cuando se convirtió en bienal).
En 2007 Correos de Costa Rica sacó un emisión postal titulada Literatura Infantil: Cuentos de mi tía Panchita de 225.000 sellos con cuatro motivos; cada estampilla tiene un valor facial de 100 colones y las ilustraciones utilizadas fueron las mismas de Juan Manuel Sánchez realizadas para la citada obra y corresponden a los siguientes cuatro relatos: Por qué tío Conejo tiene las orejas tan largas, La Mica, Uvieta y Tío Conejo y los caites de su abuela.
En 2010 el Banco Central puso en circulación un nuevo billete de 20.000 colones, en cuyo anverso aparece un retrato de Carmen Lyra y una ilustración de sus Cuentos de mi tía Panchita.
El Quinteto Miravalles estrenó en 2011 en el Teatro Nacional su nueva obra titulada Homenaje a Carmen Lyra, un espectáculo de cámara interdisciplinario —composición costarricense original, pintura, literatura, narración y danza—, inspirado en los escritos de la autora.
En el 2013 como parte del Programa de Orquestas Nacionales del Sistema Nacional de Educación Musical (Sinem), se conforma la primera orquesta infantil, la cual la integran músicos de las 30 escuelas que tiene esta instancia del MCJ en siete regiones del país llamada Orquesta Nacional Infantil Carmen Lyra (ONICL). Según informó el Sistema Nacional de Educación Nacional, “la Orquesta recibe su nombre en honor a la Benemérita de la cultura nacional, escritora y pedagoga María Isabel Carvajal Quesada,…. La importancia que tienen sus cuentos para la niñez costarricense es significativa, lo que motivó a brindarle un homenaje, luciendo su nombre como insignia de esta agrupación”.
En 2017 el grupo Fase Luz, estrenó en concierto su canción María Isabel del compositor Óscar Ruiz Solano. En esta obra se rinde homenaje a la escritura y se exponen algunas de sus muchas virtudes.

## Obra
- La niña sol, teatro (obra perdida)[18]
- Había una vez, teatro (obra perdida)[18]
- Las fantasías de Juan Silvestre, relato, 1916
- En una silla de ruedas, novela, 1917 (revisada en 1946)
- Cuentos de mi tía Panchita, 1920; contiene 23 textos cortos: 
  - El tonto de las adivinanzas; Uvieta; Juan, el de la carguita de leña; Escomponte Perinola; La mica; El cotonudo; La cucarachita mandinga; La suegra del diablo; La casita de las Torrejas; La flor del olivar; La negra y la rubia; El pájaro Dulce Encanto; Salir con un domingo siete; Tío Conejo y tío Coyote; Porqué tío Conejo tiene las orejas tan largas; Cómo tío Conejo les jugó sucio a tía Ballena y a tío Elefante; De cómo tío Conejo salió de un apuro; Tío Conejo comerciante; Tío Conejo y los quesos; Tío Conejo y los caites de su abuela; Tío Conejo y el Yurro; Tío Conejo y el caballo de Mano Juan Piedra; y Tío Conejo ennoviado
- ¿Qué habrá sido de ella?, relato, 1922 (publicado en 1959 con el título de Ramona, la mujer de la brasa)
- El barrio Cothnejo-Fishy, seis relatos, 1923
- Siluetas de la maternal, cuadros, 1929
- Bananos y hombres, relato 1933
- El grano de oro y el peón, ensayo, 1933
- Obras completas, 1972
- La cucarachita mandinga, 1976
- Relatos escogidos, Editorial Costa Rica, San José, 1977
- Los otros cuentos de Carmen Lyra, Editorial Costa Rica, San José, 1985
- Narrativa de Carmen Lyra, antología de 18 relatos publicados en diarios y revistas entre 1911 y 1936; Editorial Costa Rica, San José, 2011

### Libretos
Para el compositor Julio Fonseca escribió Caperucita encarnada, libreto para una ópera infantil en un acto.